# Deyern
Deyern ist ein Gemeindeteil von St. Wolfgang im oberbayerischen Landkreis Erding.

## Geographie
Die Einöde Deyern liegt 2 Kilometer nordöstlich von Sankt Wolfgang.

## Bevölkerungsentwicklung
Um 1871 gab es in Deyern sieben Einwohner. Im Mai 1987 lebten dort fünf Einwohner in einem Wohngebäude.
| Jahr      | 1871 | 1925 | 1950 | 1970 | 1987 |
| Einwohner | 7    | 10   | 10   | 8    | 5    |